# Maison Gérard (1949)

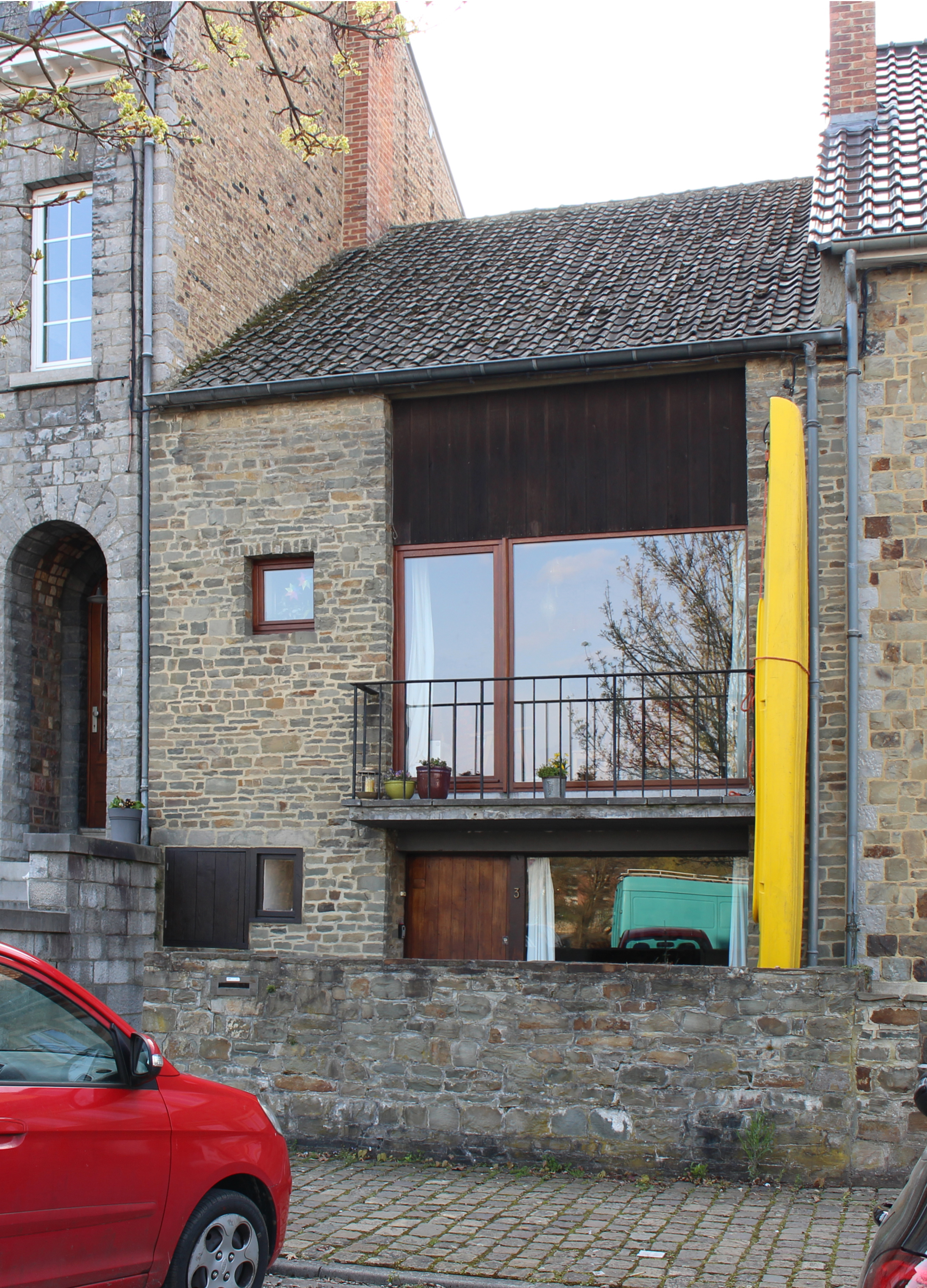
Photo de la Maison Gérard (1949) prise de puis l'avenue Félicien Rops n°3 à Namur

La Maison Gérard est une maison unifamiliale située avenue Félicien Rops n°3 à Namur, en Belgique. Elle a été commandée par l'illustratrice namuroise Yvonne Gérard à l'architecte Peter Callebout, et construite en 1949. Elle est inscrite à l'Inventaire du patrimoine immobilier culturel de la Wallonie (IPIC).

## Contexte
La maison se trouve le long de l'Avenue Félicien Rops et de la Meuse et s'inscrit en mitoyen dans un quartier résidentiel aux bâtiments de styles architecturaux variés. Elle est orientée d'Est en Ouest, d'une vue vers la Meuse à l'avant à celle vers la citadelle à l'arrière. La maison a été construite sur un terrain détérioré par les bombardements lors de la guerre de 1944. Cependant, les fondations de la façade ainsi qu'une partie du sous-sol vouté de l'ancienne maison présente à cet endroit ont pu être conservés et incorporés dans le projet de  Peter Callebout . 

## Conception multifonctionnelle et multigénérationelle

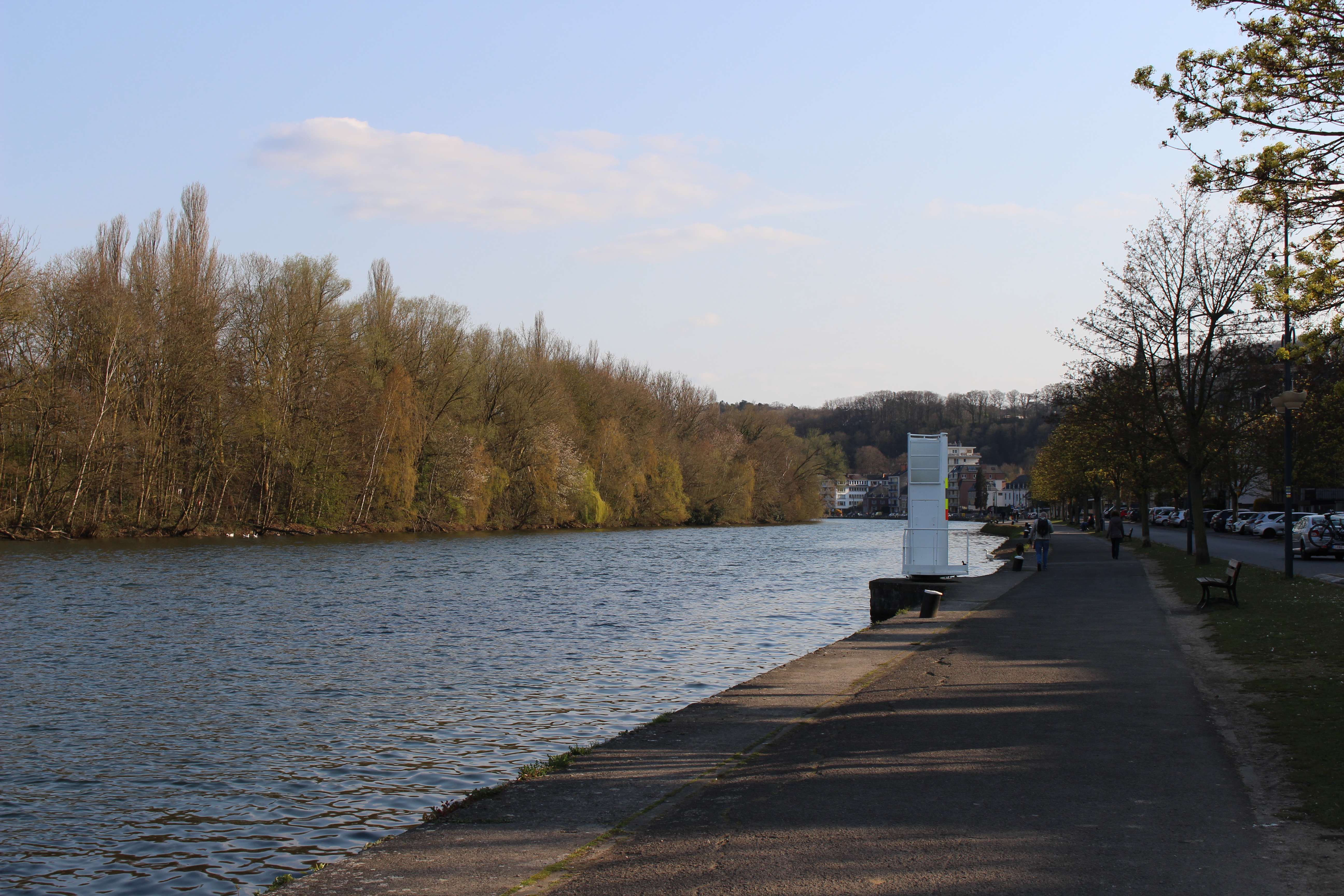
Photo de la vue sur la Meuse côté EST de la résidence de l'illustratrice belge Yvonne Gérard.

Cette nouvelle maison est conçue pour l'artiste et porte son nom. Le plan conçu par l'architecte permettra également à Yvonne Gérard de vivre dans cette habitation avec ses parents. La gestion des cloisons intérieure permet de créer à la fois des espaces spacieux tout en proposant des lieux de vie adaptés aux rythmes de vie des différents occupants. A l'étage se trouvent les parties destinées aux parents. L'espace de vie destiné à Yvonne Gérard est de plus petite taille et comporte un espace de détente, de travail et donne sur une terrasse plus intimiste qui est également destinée à son art. Les espaces intérieurs sont flexibles et comportent du mobilier modulable, une cuisine ouverte équipée ou encore un "storage-wall" . 

## Matériaux locaux et de récupération

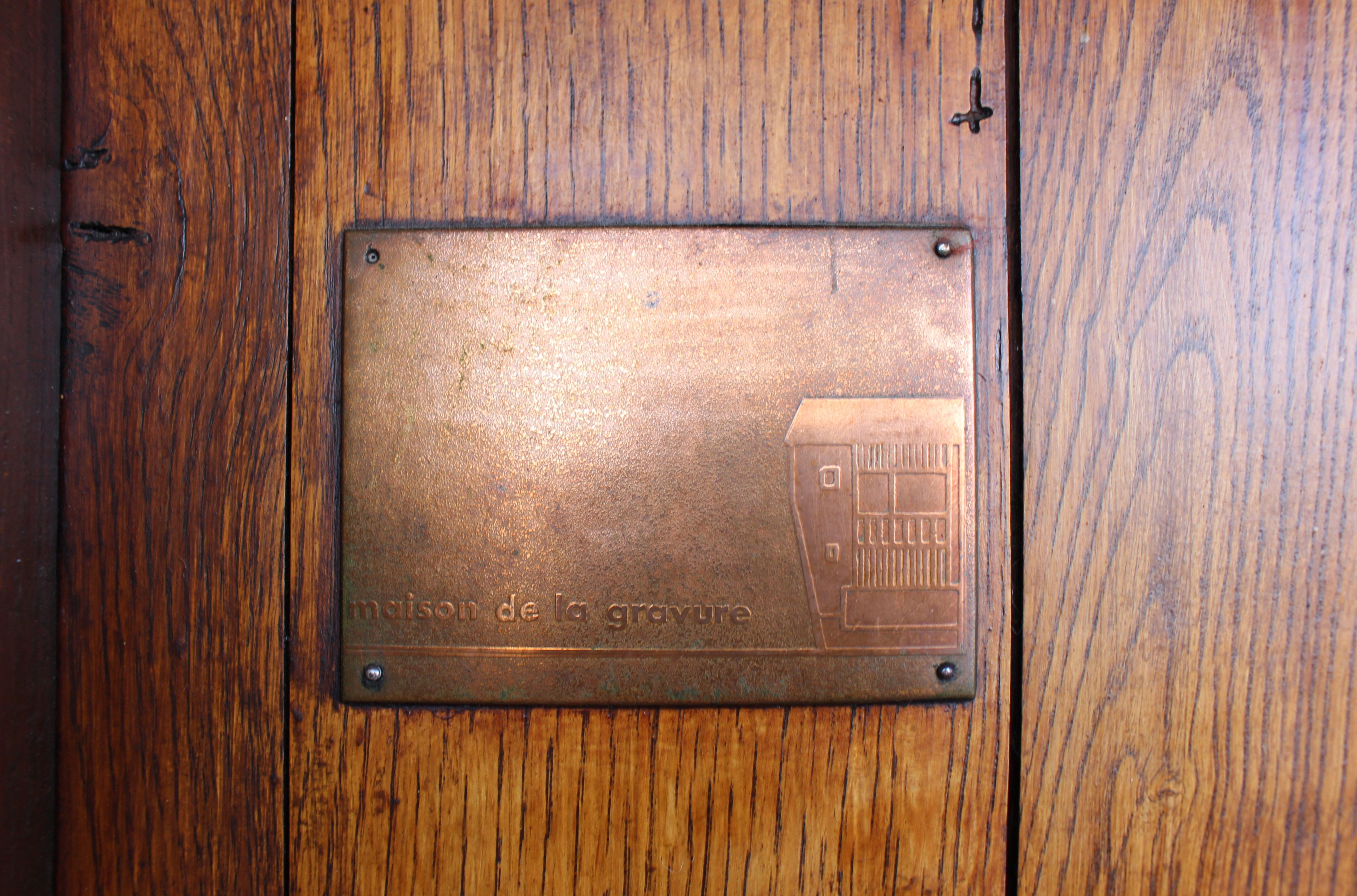
Photo de la plaquette "maison de la gravure" présente sur la porte d'entrée de la Maison Gérard.

Les matériaux utilisés dans le projet sont régionaux et parfois issus de récupération. Des stratégies de préservation face aux inondations sont également pensées comme par la disposition de dalles de pierre en grès de Meuse pour les terrasses à l'avant et à l'arrière de l'habitat. La façade avant est quant à elle faite de moellons grises, de boiserie en chêne local et de ferronnerie. La façade arrière est faite de briques blanchies et de boiserie. Les planchers sont faits en "hourdis de terre cuite armée" La toiture est recouverte de tuiles flamandes de couleur grises de récupération .

## Patrimoine
La Maison Gérard est inscrite à l'Inventaire du patrimoine immobilier culturel de la Wallonie (IPIC).